# Natali Pronina
Natali Pronina (12 de agosto de 1987) es una deportista azerbaiyana que compitió en natación adaptada. Ganó cinco medallas en los Juegos Paralímpicos de Londres 2012.

## Palmarés internacional
| Juegos Paralímpicos | Juegos Paralímpicos   | Juegos Paralímpicos | Juegos Paralímpicos |
| Año                 | Lugar                 | Medalla             | Prueba              |
| ------------------- | --------------------- | ------------------- | ------------------- |
| 2012                | Londres (Reino Unido) | Medalla de oro      | 100 m braza SB12    |
| 2012                | Londres (Reino Unido) | Medalla de plata    | 100 m espalda S12   |
| 2012                | Londres (Reino Unido) | Medalla de plata    | 50 m libre S12      |
| 2012                | Londres (Reino Unido) | Medalla de plata    | 100 m libre S12     |
| 2012                | Londres (Reino Unido) | Medalla de plata    | 200 m estilos SM12  |